# Kónino
Kónino (en rus: Конино) és un poble de l'óblast de Vladímir, a Rússia, segons el cens del 2010 tenia 146 habitants. Pertany al districte municipal de Sóbinka.